# Фричка
Фричка (слч. Frička) насељено је мјесто са административним статусом сеоске општине (слч. obec) у округу Бардјејов, у Прешовском крају, Словачка Република.

## Становништво
| Година:    | 1994. | 2004.    | 2014.    | 2024.   |
| ---------- | ----- | -------- | -------- | ------- |
| Број људи: | 217   | 255      | 321      | 337     |
| Разлика:   |       | +17,51 % | +25,88 % | +4,98 % |

| Година:    | 2023. | 2024.   |
| ---------- | ----- | ------- |
| Број људи: | 334   | 337     |
| Разлика:   |       | +0,89 % |

Према подацима о броју становника из 2024. године насеље је имало 337 становника.